# 144-й гвардейский отдельный батальон связи
144-й отдельный гвардейский батальон связи — воинское подразделение РККА во время Великой Отечественной войны.

## История
В действующей армии с 17.06.1944 года по 09.08.1944 года и с 21.02.1945 по 11.05.1945 года.
Входил в состав 37-го гвардейского стрелкового Свирского Краснознамённого корпуса.